# Emil Reznicek
Emil Reznicek, původním jménem Emil Karel Josef Řezníček (3. června 1924, Poděbrady – 30. října 2002, Bilthoven, Nizozemsko) byl český historik umění a profesor dějin umění na univerzitě v Utrechtu.

## Životopis
Řezníček se narodil v Poděbradech v Československu. Navštěvoval gymnázium v Nymburce a nejprve studoval historii na Karlově univerzitě v Praze. V roce 1948 uprchl přes Západní Německo do Nizozemska. V letech 1948–1953 studoval dějiny umění na Kunsthistorisch Instituut v Utrechtu u Williama Heckschera, Jana Gerrita van Geldera a Godefriduse Johannese Hoogewerffa. V roce 1952 byl jmenován vedoucím oddělení dokumentace a reprodukce v Kunsthistorisch Instituut a v roce 1958 tamtéž přednášel. V roce 1961 získal doktorát z dějin umění za práci o malíři Hendriku Goltziusovi.
Jako historik umění se proslavil zejména svou dodnes autoritativní dvousvazkovou publikací z roku 1961 o kresbách Hendrika Goltziuse, na níž byla založena jeho disertační práce. Toto monumentální dílo obsahuje úvodní esej o Goltziusově stylu, ikonografii a teorii umění jeho díla a jeho historiografii, jakož i katalog 449 Goltziusových kreseb. Vydal řadu dalších publikací, zejména o umění kresby. Byl skutečným znalcem umění kresby a tuto lásku dokázal předat mnoha svým studentům. V lednu 1967 byl Řezníček jmenován profesorem "dějin umění po roce 1200 s výjimkou dějin architektury" v Utrechtu, kde vystřídal Van Geldera.
Do důchodu odešel v roce 1985. Jeho hlavní práce, Was getekend. Tekenkunst door de eeuwen, vyšla v roce 1987 jako číslo časopisu Nederlands Kunsthistorisch Jaarboek. Obsahuje přibližně 40 článků z oblasti Řezníčkova odborného zájmu. Několik let po odchodu do důchodu se stále častěji stahoval do svého domova v italské Umbrii, kde si užíval života na farmě a přestal se věnovat dějinám umění. Zemřel v roce 2002.